# Luis II de Borbón-Condé
Luis de Borbón, llamado El Gran Condé (París, 8 de septiembre de 1621-Fontainebleau, 11 de noviembre de 1686), primer príncipe de sangre real conocido como duque de Enghien, era además príncipe de Condé, duque de Borbón, duque de Montmorency, duque de Châteauroux, duque de Bellegarde, duque de Fronsac, conde de Sancerre, conde de Charolais, par de Francia, príncipe de sangre, gobernador de Berry y general francés durante la guerra de los Treinta Años.
Hijo de Enrique de Borbón y de Carlota Margarita de Montmorency, baronesa de Châteubriant y de Derval, madrina de Luis XIV de Francia. Los tres primeros hijos de Enrique de Borbón y de Charlotte-Marguerite de Montmorency murieron poco después de nacer. Luis recibió el título de duque de Enghien. Estudió en los Jesuitas en Bourges y, a los 17 años, gobernó Borgoña en nombre de su padre.

## Biografía

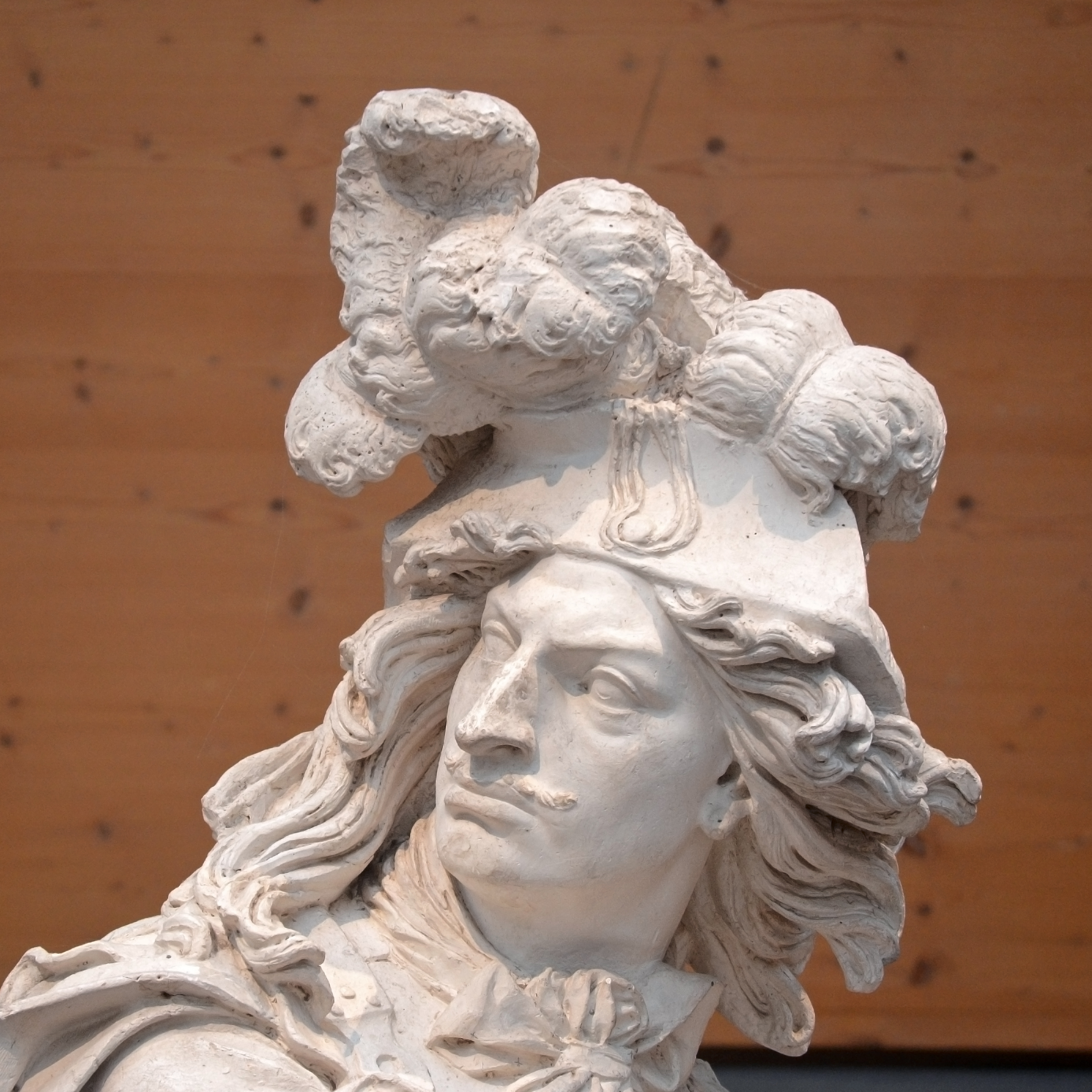
Luis de Borbón, el Gran Condé. David d'Angers, 1817.

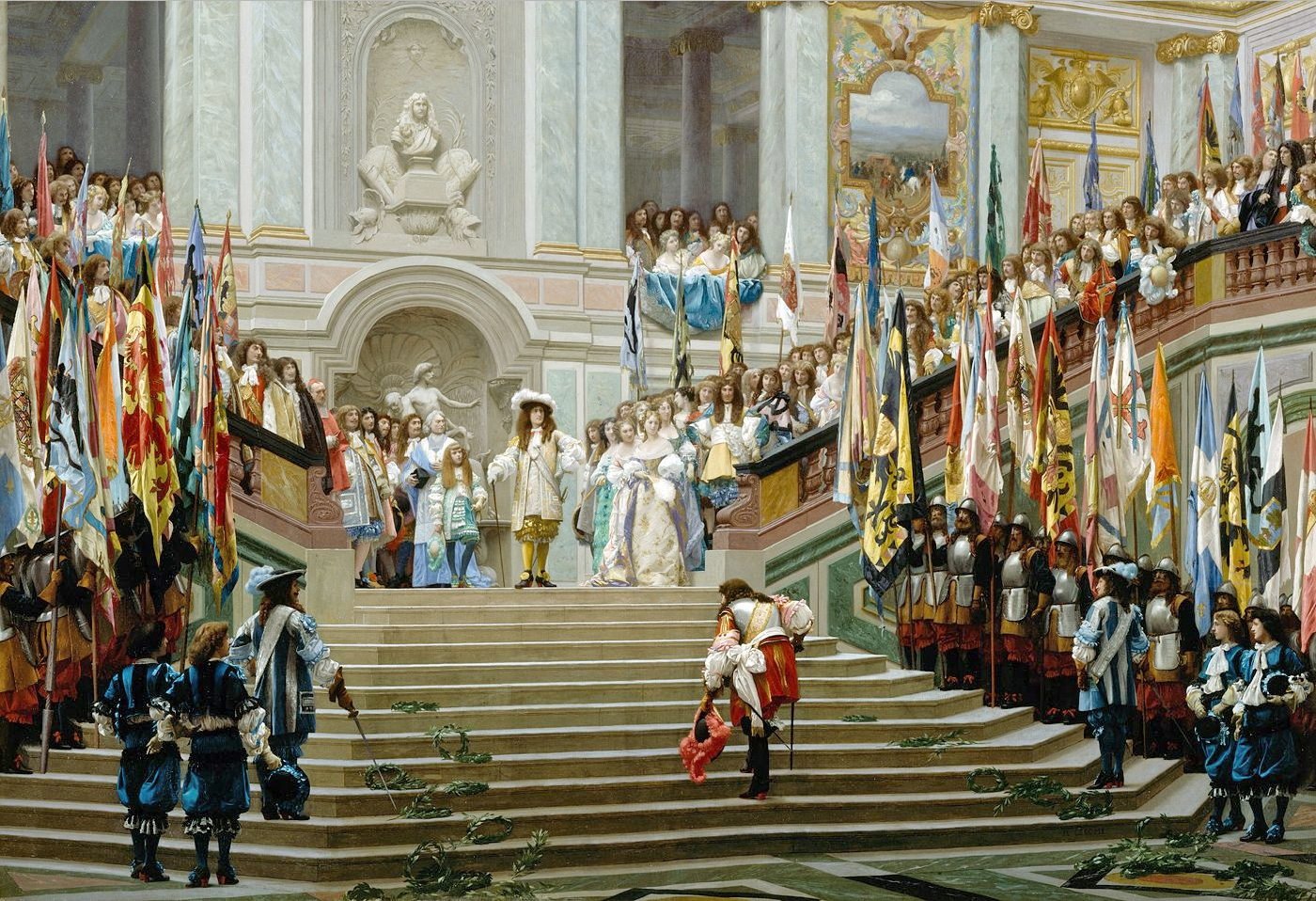
Recepción del Gran Condé en Versailles. Jean-Léon Gérôme, 1878.

Muy brillante en sus comienzos militares, recibió en 1643, a los 21 años, el mando del ejército de Picardía, bajo las órdenes del mariscal de L’Hôpital; se encargó de cortar el paso al ejército español cuando salía de Flandes para invadir Francia.

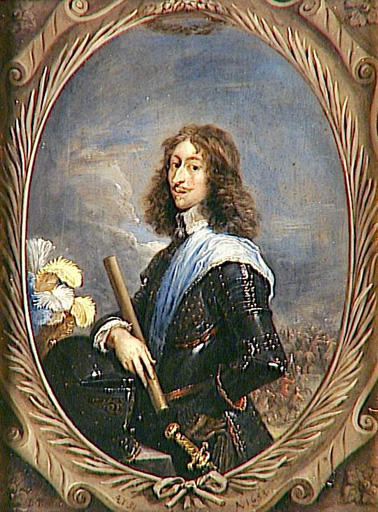
Luis II de Borbón-Condé (1621–1686), “el gran Condé”.

El 19 de mayo, cinco días después del fallecimiento de Luis XIII, Enghien obtuvo una importante victoria en la batalla de Rocroi, venciendo a los españoles.
Después, Condé fue enviado, con Turenne, a luchar en el Rin. En 1644 abatió a los alemanes en Friburgo y dirigió, junto con Turenne, la batalla de Nördlingen en 1645 contra Mercy. En 1646, tras la muerte de su padre, pasó a ser Príncipe de Condé.
Tomó Dunkerque en 1646. Tuvo menos fortuna en Cataluña, donde no pudo ocupar Lérida, pero en 1648 consiguió vencer en la batalla de Lens (Artois) al Archiduque Leopoldo Guillermo de Habsburgo.
Durante las revueltas de la Fronda, Condé adoptó una ambigua posición: defendió, en principio, a la Corte, pero después se enfrentó al Cardenal Mazarino.
Su apoyo a Ana de Austria propició la firma de la paz de Rueil. Sin embargo, en 1649, a causa de su rivalidad con Mazarino, volvió a unirse a la Fronda.
El 18 de enero de 1650, Condé, su hermano Conti y su cuñado Longueville fueron arrestados y permanecieron encarcelados durante trece meses.
El 7 de febrero, ante el ataque de la Fronda, Mazarino huyó y liberó a los príncipes. Condé se puso a la cabeza de la Fronda de los príncipes, pese a la mayoría de edad de su primo Luis XIV. Seguidamente firmó un acuerdo con Felipe IV de España y con Cromwell.
Con sus tropas se dirigió hacia París. Luis XIV puso al frente de las tropas reales a Turenne, que derrotó al príncipe en Bléneau (7 de abril de 1652), Étampes, y después en el barrio de San Antonio.
La duquesa de Montpensier (la Gran Mademoiselle) hizo bombardear desde la bastilla el 2 de julio de 1652 a las tropas reales para permitir que su primo se refugiara en París. Finalmente, en octubre tiene que devolver la ciudad a las tropas del rey. El 27 de marzo de 1653 fue condenado a muerte y sus posesiones confiscadas.
Condé se fue enseguida a Flandes para unirse a las tropas españolas y participó en la victoria en la batalla de Valenciennes en contra de los franceses, así como en 1658 en la batalla de las Dunas, de la que salió vencedor Turenne. El Tratado de los Pirineos (1659) le aseguró el perdón real, otorgado en Aix-en-Provence, poco antes de que Luis XIV contrajera matrimonio con María Teresa de Austria.
Recomenzada la Guerra de Devolución entre Francia y España, Condé conquistó el Franco Condado en tres semanas (1668).
Combatió, de nuevo junto a Turenne, en la Guerra de Holanda (1672), donde se batió con el príncipe de Orange en la batalla de Seneffe (1674); tras la muerte de Turenne (1675), se marchó a Alsacia para defenderla luchando contra Raimondo Montecuccoli.
En 1684 se anexionó el Charolais español, en pago a deudas contraídas durante sus servicios a la monarquía española.
Acabó sus días viviendo en su castillo de Chantilly, rodeado de músicos, poetas y escritores, como Nicolás Boileau, Molière o Jean Racine, con los que mantenía jugosas conversaciones. Su hijo, Enrique Julio, le sucedió.
Bossuet pronunció, en su entierro, una oración fúnebre que era una obra maestra en su género.

## Matrimonio y descendencia
Se casó el 11 de mayo de 1641 con Claire Clémence de Maillé, sobrina del Cardenal Richelieu, que tenía trece años. Tuvieron cuatro hijos, tres de los cuales murieron prematuramente:
- Enrique Julio de Borbón, duque de Enghien (París, 1643-1709), después príncipe de Condé.
- Luis de Borbón, duque de Borbón (Burdeos, 1652-1653)
- Luis de Borbón (Burdeos, 1658)
- Mademoiselle de Borbón (Breda, 1657-París, 1660)